# 相浦町
相浦町（あいのうらちょう）は、長崎県北松浦郡にあった町。1930年（昭和5年）の町制施行以前は相神浦山口村と称した。1938年（昭和13年）に佐世保市へ編入された。
現在の相浦地域、および本庁地区の一部（俵ヶ浦半島の西半分）にあたる。

## 地理
佐賀県・長崎県にまたがる島、北松浦半島の南部、北松浦郡の最南端に位置する。西の海域には九十九島と総称される多数の島々が点在する。町域の北部に位置する浅子免は飛地となっており、陸路において最短距離で移動するには佐々村・小佐々村の2村を通過しなければならない。水銀山（白玉山）がある西九州鉱床群相ノ浦層は、国内で唯一「自然水銀・辰砂・黒辰砂（自然水銀より希少）・角水銀鉱」4種すべてを産する。
- 半島：俵ヶ浦半島
- 山：愛宕山（相浦富士）、弓張岳、但馬岳、石岳、赤崎岳、高岳、浅子岳、番岳
- 島嶼：高島、トコイ島、上樫木島、下樫木島、上皆島、下皆島、上小高島、下小高島、トノコ島、蛭子島[5][6][7]、焼島、矢坪島、地蛇島、蛇島（中蛇島）、金重島、鼠島、元ノ島、牧の島、桂島、松浦島、黒小島、根太木島、テンモク島、丈ヶ島、諸島、長南風島、枕島
- 河川：相浦川、新田川、蛭子川[8]
- 溜池：江楯池
- 港湾：九十九島湾、佐々浦、相浦港

## 歴史
旧石器から近世に至る遺跡が数多い。平安時代に編纂された『続日本紀』によれば、宝亀8年（777年）8月に遣唐使が肥前国松浦郡の合蠶田浦（あいこたのうら）を訪れたとある。また『肥前国風土記』のうち松浦郡の項目に相子田浦と記載がある。この「合蠶田浦」あるいは「相子田浦」とは現在の相浦を指すものとしているが、異説も存在する。相浦は中近世にかけて相神浦（あいかみうら、あいこうのうら、あいこのうら）・相ノ浦とも称した。
山口村の開祖は天元2年（979年）、武辺胤明の指揮により、山林原野の開墾や海辺の埋め立てが行われ郷村を築いたと伝わる。平安・鎌倉時代は相神浦氏が拠点としていたが、平安末期、一族不和のため同じ肥前国小城郡北多久原（佐賀県多久市北部）に移住し名字も相浦と改めた。現在も多久には相神浦から勧請した飯盛神社（相神浦権現）と相ノ浦という地名がある。
室町時代以降は宗家松浦氏（相神浦松浦氏）の勢力下となる。宗家松浦氏は飯盛城に拠点を置き、平戸松浦氏との覇権争いを繰り広げたが、中世末期までに平戸松浦氏に下る事となった。
江戸時代は平戸藩に属し、藩直営による干拓事業が行われた。後に新田村と称されるようになる川下新田の開発のほか、江戸時代末期には実業家の草刈重光による大潟・真申などの各新田開発や石炭の採掘が行われた。山口村と新田村は藩政当時より相浦川沿岸各村の中核を為していた。

### 沿革
- 1889年（明治22年）4月1日 - 町村制施行により、山口村・新田村が合併して北松浦郡山口村が発足。
- 1904年（明治37年）4月1日 - 佐世保市のうち庵ノ浦免の一部（字東野崎ほか計11字）を編入[19]。
- 1930年（昭和5年）4月3日 - 山口村が町制施行、同時に改称し相浦町となる[1]。
- 1938年（昭和13年）4月1日 - 佐世保市に編入し、相浦町は自治体として消滅。

## 地名
免を行政区域とする。相浦町は1889年の町村制施行時に2村が合併し発足した自治体であるが、大字は設置していない。
但し大正時代の長崎県公報によれば、各免に大字（山口・新田）を冠称した記載が見られる。
大字山口
- 浅子免
- 岩本免
- 小野免
- 上北平免
- 上俵ヶ浦免
- 上船越免
- 川下免
- 口石免
- 賤津免（しづ）／相浦免[21]
- 下北平免
- 下俵ヶ浦免
- 下船越免
- 高島免
- 畑中免
- 日野岡免
- 古郷免（ふるさと）
- 母ヶ浦免（ほうがうら）
- 山口免
- 横手免
- 庵ノ浦免 - 1904年、佐世保市より一部を編入[19] 。

大字新田（しんでん）
- 岩渕免
- 大潟免
- 沖田免
- 椎木越免
- 枡形免
- 吉永免

住所及び土地の表示として用いられる上記地名の他に、町内における行政上の地区分けとして以下の17区を設けている。
- 相浦区、川迎区、武辺区、新田区、小野区、母ヶ浦区、椎木越区、日野区、長坂区、船越区、野崎区[23]、俵ヶ浦区、大潟区、川下区、棚方区、浅子区、高島区

## 交通

### 鉄道
鉄道省
- 松浦線
  - （佐々村） - 実盛谷駅（wikidata） - （中里村）
  - 相浦駅 - 上相浦駅  - 実盛谷駅 - （中里村）

畑中免字愛宕山地内に所在の実盛谷（さねもりだに）駅で相浦港方面と佐々方面に分岐する。実盛谷駅は松浦線の改軌に伴い、1945年（昭和20年）に廃止された。
現在、旧町域には1945年に佐々町大字佐々小浦免字崎真申より移転した真申駅、松浦鉄道転換後に新設された棚方駅、大学前駅（現・大学駅）が設置されている。また、実盛谷駅の跡地周辺は西九州自動車道佐々佐世保道路が建設され、2011年（平成23年）9月より供用されている。

## 名所・旧跡
- 蛭子島（蛭子公園）[5][6][7]
- 金比羅公園[6]
- 飯盛城跡
- 飯盛神社
- 竹辺遺跡
- 水銀鉱跡（大潟免）